# Rifugio Antelao
Das Rifugio Antelao ist eine alpine Schutzhütte der Sektion Treviso des Club Alpino Italiano (CAI). Sie liegt in der italienischen Region Venetien innerhalb der Cadorischen Dolomiten, auf einer Höhe von 1796 m s.l.m. auf dem Gemeindegebiet von Pieve di Cadore. Die Hütte ist in der Regel von Anfang Juni bis Ende Oktober geöffnet und verfügt über 25 Schlafplätze.

## Lage
Die Hütte liegt aussichtsreich auf einer Weide südöstlich des Waldsattels Sella di Pradonego.

## Nachbarhütten und Übergänge
An der Hütte führen die Dolomiten-Höhenwege 4 und 5 entlang. Die nächstgelegene Hütte dort ist:
- Zum Rifugio Galassi, 2018 m ⊙ auf Weg 250
- Abstieg nach Piede di Cadore, 881 m ⊙ auf Weg 250

### Karten
- Tabacco-Karte 1:25.000, Blatt Nr. 16, Dolomiti del Centro Cadore
- Tabacco-Karte 1:25.000, Blatt Nr. 025, Dolomiti di Zoldo Cadorine e Agordine